# Loughrea
Loughrea (irl. Baile Locha Riach) – miasto w hrabstwie Galway w Irlandii. Liczba mieszkańców w 2011 roku wynosiła 5062 osoby.